# استیپل استون
استیپل استون (به انگلیسی: Steeple Aston) یک روستا و محله مدنی در بریتانیا است که در چرول واقع شده‌است. استیپل استون ۴٫۳۵ کیلومتر مربع مساحت و ۹٫۴۷ نفر جمعیت دارد.